# Fino al collo
Fino al collo è il secondo album del gruppo italiano Brokenspeakers pubblicato il 27 marzo 2012 nei digital store e in copia fisica il 2 aprile 2012.

## Descrizione
L'album è composto da 13 tracce prodotte da Ford 78 eccetto la traccia 9 I soldi tuoi, la testa mia. Sono presenti collaborazioni con Kaos, Colle der Fomento, DJ Craim, Gemitaiz & Canesecco, Primo Brown e gli Strength Approach. L'uscita del disco è stata anticipata il 7 gennaio 2012 dall'uscita del video di Il motto. Successivamente è stato prodotto anche il video di Anthem.

## Tracce
1. Intro con DJ Craim
2. Anthem con Roma
3. È tranqua
4. La mia natura
5. Da vicino
6. Sempre uguale con Colle der Fomento
7. Il motto
8. A me no con Gemitaiz & Canesecco
9. I soldi tuoi, la testa mia
10. Merda fino al collo con Primo Brown
11. Non lo so con Kaos
12. Cammina con me
13. Anthem (Do or Die) con Strength Approach